# Récif de Daintree
Le récif de Daintree est un système de récifs dans la mer de Corail dans le Queensland, en Australie. Nommé ainsi en hommage à Richard Daintree, il est localisé en bordure de la forêt de Daintree, juste à côté de la côte de Cap Tribulation, à 110 km au nord de Cairns. Le système est composé de trois récifs : le récif nord, le récif central et le récif sud.